# 河合優實
河合優實（日语：／ Kawai Yūmi，2000年12月19日—），日本女演員，出身於東京都，現為鈍牛俱樂部旗下藝人。河合自2019年出道以來，主要活躍於電影及電視劇，並曾獲得多個相關獎項，代表作包括電影《由宇子的天秤》、《七五計劃》、《納米比亞沙漠直播中》，以及電視劇《神的孩子喃喃自語》、《不合適也要有個限度！》等。

## 簡歷
河合優實於2019年2月出道，首次演出是在樂隊a flood of circle的歌曲《CENTER OF THE EARTH》的音樂錄像之中。至於同年在TBS電視台播出的《破案神手》是她參與演出的第一部電視劇。
她在2021年至2022年間出演包括《由宇子的天秤》及《我們的夏日電影》、《七五計劃》等多部電影，由於演技受肯定而獲得多個獎項，包括高崎電影節最佳新人獎、橫濱電影節最佳新人及最佳女配角、電影旬報十佳獎最佳新進女演員、藍絲帶獎新人獎以及日刊體育電影大獎新人獎等。
河合隨後開始在電影和電視劇中飾演主角，包括2022年的《One Night Morning》（第四話《牛丼》）、2023年的電影《少女不畢業》劇場版和電視劇《不是因為家人才愛，而是愛的是家人》等。
2024年，電視劇《不合適也要有個限度！》在TBS電視台首播。河合在劇中飾演昭和時代的女高中生「小川純子」，其造型使她被譽為「令和時代的山口百惠」。河合其後在訪問中亦承認自己在學生時代曾被指貌似山口百惠。她隨後憑這次演出獲得第119回日劇學院賞的最佳女配角。

## 人物
河合優實是家中長女，與分別任職醫生、護士的父母，以及兩個妹妹居於東京都練馬區。她曾指自己只有一半日本血統，因此有時感到自己無所歸屬。
河合的嗜好包括跳舞、唱歌及繪畫。她在小學三年級時與胞妹一同參加舞蹈學習，進入初中後一度暫停，及後在高中時期成為舞蹈社成員。她在跳舞時體會到表演的樂趣，決定要成為一名演員。
由於她認為自己決意出道的時間比較遲，擔心在人才輩出的大型事務所未能取得足夠的表演機會，故希望加入規模較小但由精英組成的事務所，最後透過網上搜尋發現了鈍牛俱樂部。其後河合考進日本大學藝術學部，然而適逢2019冠狀病毒病疫情，大學改為線上授課，河合認為這樣妨礙了憑實習累積表演經驗的機會，於2021年中決定退學。
她在訪問中曾提及自己其中一位最欣賞的演員是森山未來，並指自己非常尊重森山作為演員和舞蹈家的表現，以及其堅持自己原則的工作態度。

## 演出作品
河合優實主要參演電影和電視劇，亦有涉足其他類型的工作，例如動畫配音、網絡劇、舞台劇、音樂錄像、有聲書及紀錄片旁述等。由於其作品數量較多，故另闢列表詳述。

## 獲獎紀錄
下表年份以結果發表時間為準。
| 年份   | 作品                                                                                             | 獎項                                               | 結果 | 參考          |
| ------ | ------------------------------------------------------------------------------------------------ | -------------------------------------------------- | ---- | ------------- |
| 2021年 | 《由宇子的天秤》、《我們的夏日電影》                                                             | 第43屆橫濱電影節最佳新人                           | 獲獎 | [ 6 ]         |
| 2021年 | 《由宇子的天秤》                                                                                 | 2021年度全國映連獎女演員獎                         | 獲獎 | [ 24 ]        |
| 2022年 | 《由宇子的天秤》                                                                                 | 第35屆高崎電影節最佳新人                           | 獲獎 | [ 5 ] [ 25 ]  |
| 2022年 | 《由宇子的天秤》                                                                                 | 第76屆每日電影獎最佳新人                           | 提名 | [ 26 ]        |
| 2022年 | 《由宇子的天秤》、《我們的夏日電影》、《絕無虛假的happy end》等                                  | 第95屆電影旬報十佳獎最佳新進女演員                 | 獲獎 | [ 8 ] [ 27 ]  |
| 2022年 | 《由宇子的天秤》、《我們的夏日電影》等                                                           | 第64屆藍絲帶獎新人獎                               | 獲獎 | [ 9 ]         |
| 2022年 | 《回到戀愛終結時》、《無限制的愛》、《我想被高中女生殺死》、《冬薔薇》、《七五計劃》、《百花》等 | 第14屆多摩電影節最佳女新人獎                       | 獲獎 | [ 28 ]        |
| 2022年 | 《那個男人》、《七五計劃》、《無限制的愛》、《冬薔薇》、《回到戀愛終結時》                       | 第44屆橫濱電影節最佳女配角                         | 獲獎 | [ 7 ]         |
| 2022年 | 《七五計劃》、《無限制的愛》                                                                     | ELLE CINEMA AWARDS 2022 ELLE Girl Rising Actress獎 | 獲獎 | [ 29 ]        |
| 2022年 | 《冬薔薇》、《七五計劃》、《那個男人》、《我想被高中女生殺死》                                   | 第35屆日刊體育電影大獎新人獎                       | 獲獎 | [ 10 ]        |
| 2022年 | 《冬薔薇》、《七五計劃》、《那個男人》、《我想被高中女生殺死》                                   | 第35屆日刊體育電影大獎最佳女配角                   | 提名 | [ 10 ]        |
| 2022年 | 《七五計劃》、《冬薔薇》、《回到戀愛終結時》                                                     | 第47屆報知電影獎最佳女配角                         | 提名 | [ 30 ]        |
| 2023年 | 《七五計劃》                                                                                     | 第16屆亞洲電影大獎最佳女配角                       | 提名 | [ 31 ] [ 32 ] |
| 2024年 | 《不合適也要有個限度！》                                                                         | 第119回日劇學院賞最佳女配角                        | 獲獎 | [ 17 ]        |
| 2024年 | NHK特集「宗教2世」《神的孩子喃喃自語》                                                           | 第50屆放送文化基金獎個人演技獎                     | 獲獎 | [ 33 ]        |
| 2024年 | 《納米比亞沙漠直播中》、《那個女孩》、《驀然回首》、《四月，她將到來》                           | 第16屆多摩電影節最佳女演員                         | 獲獎 | [ 34 ]        |
| 2024年 | 《納米比亞沙漠直播中》、《那個女孩》                                                             | 第37屆日刊體育電影大獎最佳女主角                   | 提名 | [ 35 ]        |
| 2024年 | 《納米比亞沙漠直播中》、《那個女孩》                                                             | ELLE CINEMA AWARDS 2024 ELLE Best Actress獎        | 獲獎 | [ 36 ]        |
| 2025年 | 《納米比亞沙漠直播中》、《那個女孩》                                                             | 第79屆每日電影獎最佳主角                           | 獲獎 | [ 37 ]        |
| 2025年 | 《納米比亞沙漠直播中》、《那個女孩》                                                             | 第67屆藍絲帶獎最佳女主角                           | 獲獎 | [ 38 ]        |
| 2025年 | 《納米比亞沙漠直播中》、《那個女孩》                                                             | 第98屆電影旬報十佳獎最佳女主角                     | 獲獎 | [ 39 ]        |
| 2025年 | 《那個女孩》                                                                                     | 2025年大阪電影節最佳女主角                         | 獲獎 | [ 40 ]        |
| 2025年 | 《那個女孩》                                                                                     | 第48屆日本電影學院獎最佳女主角                     | 獲獎 | [ 41 ]        |
| 2025年 | 《納米比亞沙漠直播中》                                                                           | 第18屆亞洲電影大獎最佳女主角                       | 提名 | [ 42 ]        |
| 2025年 | 《那個女孩》                                                                                     | 第34屆日本電影影評人大獎最佳女主角                 | 獲獎 | [ 43 ]        |

## 外部連結
- 河合優実 （页面存档备份，存于） - 鈍牛俱樂部官方網站
- 河合優実 - allcinema
- 河合優実 - 映画.com
- 河合優実 - KINENOTE
- 河合優実 - MOVIE WALKER PRESS
- Yumi Kawai在互联网电影资料库（IMDb）上的資料（英文）